# Granger (Washington)
Pour les articles homonymes, voir Granger.
Granger est une ville américaine située dans le comté de Yakima, dans l'État de Washington. Selon le recensement de 2010, sa population est de 3 246 habitants.